# Nabershof
De Nabershof is een cultuurhistorisch museum in de Drentse gemeente Emmen. Het is gevestigd in een Saksische boerderij uit 1681 die direct aan de stadsrand ligt. Sinds 1965 staat het pand ingeschreven in het register van rijksmonumenten. Het werd in 1990 eigendom van de cultuurhistorische vereniging ' 't Volk van Grada'. 

## Museum
Na door vrijwilligers geheel gerenoveerd te zijn werd de boerderij in 1995 opengesteld als museum. Het is in het zomerseizoen zes dagen per week geopend. In de museumboerderij zijn vertrekken ingericht die het Drentse boerenleven uit voorgaande eeuwen uitbeelden. Er is een wagenschuur waar oude rijtuigen getoond worden. Op het terrein is verder een theaterschuur gebouwd waar onder begeleiding van accordeonmuziek en gekleed in klederdracht traditionele volksdansen opgevoerd worden. Ook vinden hier kledingshows in klederdracht plaats. Jaarlijks worden er twee traditionele muziekdagen georganiseerd: de internationale trekharmonicadag en de accordeondag.

## Langgraf
De boerderij ligt op de es van Emmen. Die maakt deel uit van de Hondsrug dat als Geopark is aangemerkt door de UNESCO. Direct achter het erf bevindt zich D43, een 40 meter lang hunebed van 5000 jaar oud, het enige langgraf in Nederland.

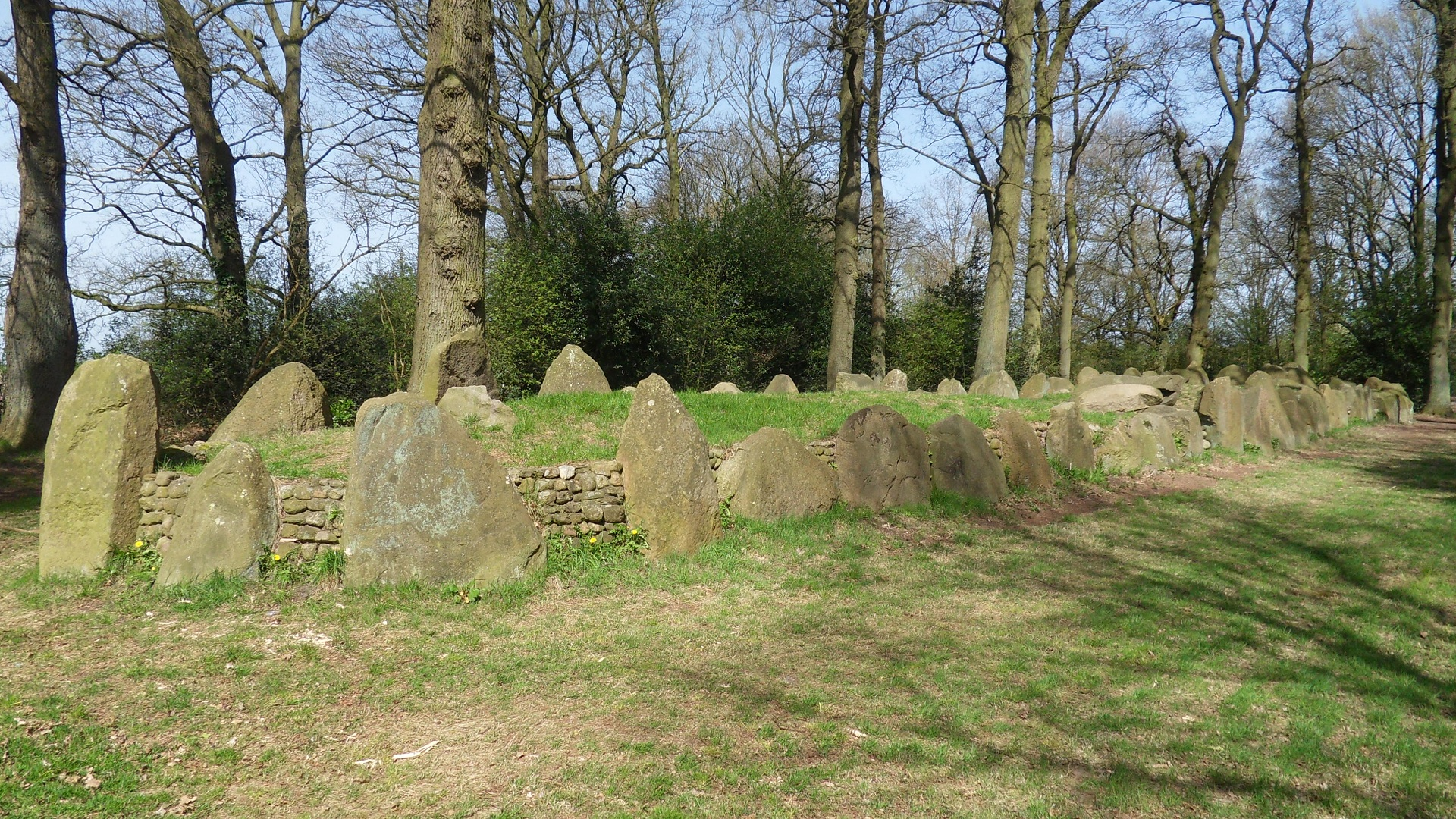
Vijfduizend jaar oud langgraf bij de Nabershof